# Emiratisk dirham
Emiratisk dirham (Dh - United Arab Emirates dirham) är den valuta som används i Förenade arabemiraten i Asien. Valutakoden är AED. 1 Dirham = 100 fils.
Valutan infördes 1973 och ersatte den tidigare Qatar- och Dubai-riyalen som infördes 1966 och som i sin tur ersatte den tidigare gulfrupien.
Valutan har en fast växelkurs sedan november 1997 till 0,27 US dollar (USD), det vill säga 1 AED = 0,27 USD och 1 USD = 3,67 AED.

## Användning
Valutan ges ut av Central Bank of the United Arab Emirates - CBAE som ombildades 1980 och har huvudkontoret i Abu Dhabi.

## Valörer
- Mynt: 1 Dirham
- Underenhet: 1, 5, 10, 25 och 50 fils
- Sedlar: 5, 10, 20, 50, 100, 200, 500 och 1000 AED [3]